# 物部長真胆
物部 長真胆（もののべ の ながまい）あるいは稚桜部 長真胆（わかさくらべ の ながまい、生没年不詳）とは、日本古代の5世紀前半の豪族。姓は連、のちに造。

## 記録
『日本書紀』巻第十二によると、履中天皇は3年の冬、完成したばかりの磐余池（磐余市磯池）に両俣船（ふたまた）を浮かべて遊宴をしたのだが、その折りに、天皇の盃に季節外れの桜の花が紛れ込み、天皇は不思議に思い、長真胆に命じて、
と言われた。
長真胆は花を尋ねて、「掖上室山」（わきのかみのむろのやま）で桜の木を見つけ、献上した。この地は『和名類聚抄』によると、大和国葛上郡牟婁郷、現在の奈良県御所市室付近だとされている。
天皇は喜んで、宮の名前を「磐余稚桜宮」と命名し、長真胆に「稚桜部造」の氏姓を与えた。この時に天皇に酒を酌んだ膳余磯（かしわで の あれし）も「稚桜部臣」の氏姓を得ている。
『古事記』には、
とのみ記述されている
若桜部造氏は、『新撰姓氏録』によると、「右京神別」に神饒速日命の「三世孫出雲色男命之後也」とある。684年の（天武天皇13年）八色の姓では新しい姓を受けてはいない。